# Граф Дрохеда

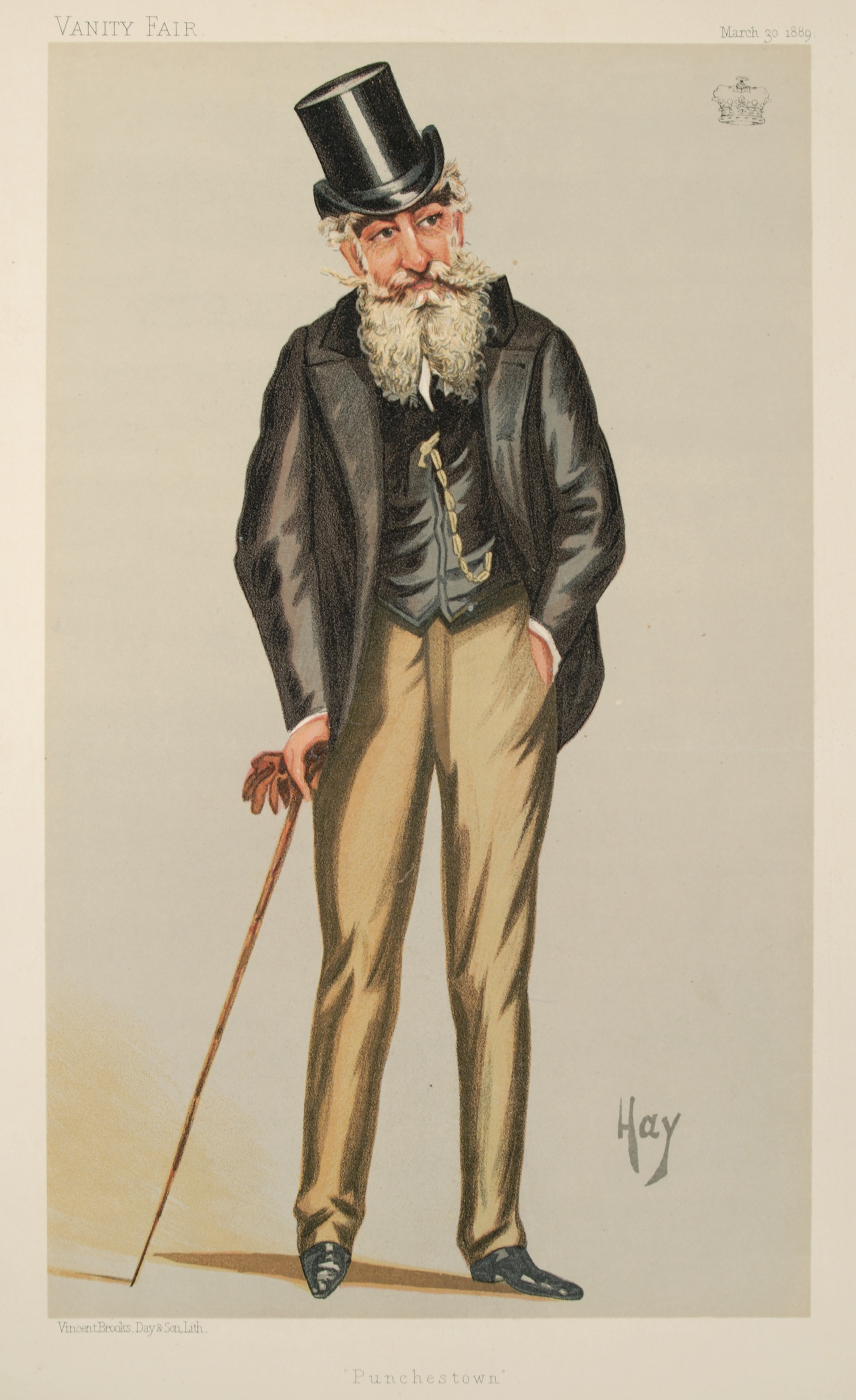
Генри Мур, 3-й маркиз Дрохеда, карикатура в английском журнале Ярмарка тщеславия, март 1889 года

Граф Дрохеда (англ. Earl of Drogheda) — наследственный титул в системе Пэрства Ирландии, созданный в 1661 году для Генри Мура, 3-го виконта Мура (ум. 1676).

## История
Семья Мур происходит от сэра Гаррета Мура (ок. 1564—1627), соратника Хью О’Нила, последнего графа Тирона, боровшегося за независимость Ирландии от Англии. Гаррет Мур участвовал в переговорах в Меллифонте в 1603 году, который закончил Девятилетнюю войну (1594—1603). Он представлял Данганнон в Ирландской палате общин и занимал пост президента Манстера. В 1616 году он получил титул барона Мура из Меллифонта (графство Лаут), став пэром Ирландии. В 1621 году для него был создан титул виконта Мура в Дрохеде (пэрство Ирландии). В 1627 году ему наследовал его сын Чарльз Мур, второй виконт Дрохеда (1603—1643), который сражался на стороне короля Карла I Стюарта в Гражданской войне и погиб в битве при Портлестере. Его преемником стал его сын Генри Мур, 3-й виконт Мур, который в 1661 году получил титул графа Дрохеды. Генри Мур, 3-й граф Дрохеды (ум. 1714), младший сын 1-го графа, сменивший своего старшего брата в 1679 году, принял дополнительную фамилию «Гамильтон», чтобы унаследовать поместья своего родственника Генри Гамильтона, 2-го графа Кланбрассила.
В 1714 году ему наследовал его внук, Генри Мур, 4-й граф Дрохеда (1700—1727). Он скончался в молодом возрасте бездетным, его преемником стал его младший брат Эдвард Мур, 5-й граф Дрохеда (1701—1758). Он ранее представлял Данлир (графство Лаут) в Ирландской палате общин (1725—1727). Чарльз Мур, 6-й граф Дрохеда (1730—1822), сын и преемник Генри, был крупным военным и политиком. В 1791 году для него был создан титул маркиза Дрохеды (пэрство Ирландии). В 1801 году он стал бароном Мур из Мура в графстве Кент (пэрство Соединённого королевства). Последний титул дал ему автоматическое место в Палате лордов Великобритании.
Его старший сын Чарльз Мур, 2-й маркиз Дрохеда (1770—1837), страдал психическим заболеванием и скончался бездетным. Ему наследовал его племянник, Генри Мур, 3-й маркиз Дрохеда (1825—1892), сын Лорда Генри Мура, второго сына 1-го маркиза. Он занимал пост лорда-лейтенанта графства Килдэр (1874—1892). В 1892 году после смерти бездетного Генри Мура, 3-го маркиза Дрохеды, титулы маркиза Дрохеды и барона Мура пресеклись. Но оставшиеся титулы унаследовал его троюродный брат Понсонби Мур, 9-й граф Дрохеда (1846—1908). Он был правнуком достопочтенного Понсонби Мура, младшего сына 5-го графа и брата 1-го маркиза. 9-й граф был избран представителем ирландских пэров в Палате лордов Великобритании в 1899 году. Ему наследовал его сын, Генри Мур, 10-й граф Дрохеда (1884—1957), который в 1913 году был избран представителем ирландских пэров в Палату лордов. В 1954 году для него был создан титул барона Мура из Кобхэма в графстве Суррей (пэрство Соединённого королевства), который обеспечил ему и его потомкам автоматическое место в Палате лордов Великобритании. В 1957 году его преемником стал сын Чарльз Мур, 11-й граф Дрохеда (1910—1989), который был журналистом и бизнесменом. Ему наследовал в 1989 году его сын, Генри Понсонби Дермот Мур, 12-й граф Дрохеда (род. 1937). Он профессиональный фотограф под псевдонимом «Дерри Мур».
- Джон Мур (1726—1809), правнук Артура Мура (ум. 1635), младшего сына 1-го виконта Мура, представлял Баллинакилл в Ирландской палате общин.
  - Джон Мур (1756—1834), также депутат от Баллинакилла в Ирландском парламенте и от Ньюри в Палате общин Великобритании
  - Фрэнсис Мур (1768—1861), генерал британской армии
- Достопочтенный Роберт Мур (ум. 1728), младший сын 3-го графа Дрохеда, представлял Лаут и Белфаст в Ирландском парламенте.

Фамильная резиденция — Аббатство Мур в Монастеревине в графстве Килдэр (Ирландия).

## Виконты Мур (1621)
- 1621—1627: Гаррет Мур, 1-й виконт Мур (ок. 1564 — 9 ноября 1627), сын сэра Эдварда Мура (ум. 1602)
- 1627—1643: Чарльз Мур, 2-й виконт Мур (1603 — 7 августа 1643), сын Гаррета Мура, 1-го виконта Мура, от второго брака
- 1643—1675: Генри Мур, 3-й виконт Мур (умер 12 января 1675), сын предыдущего, граф Дрохеда с 1661 года

## Графы Дрохеда (1661)
- 1661—1675: Генри Мур, 1-й граф Дрохеда (ум. 12 января 1675), сын Чарльза Мура, 2-го виконта Мура
- 1675—1679: Чарльз Мур, 2-й граф Дрохеда (ум. 18 июня 1679), старший сын предыдущего
- 1679—1714: Генри Гамильтон-Мур, 3-й граф Дрохеда (ум. 7 июня 1714), младший брат предыдущего
- 1714—1727: Генри Мур, 4-й граф Дрохеда (7 октября 1700 — 28 мая 1727), старший сын Лорда Чарльза Мура (ум. 1714) и внук 3-го графа Дрохеды
- 1727—1758: Эдвард Мур, 5-й граф Дрохеда (1701 — 28 октября 1758), младший брат предыдущего
- 1758—1822: Чарльз Мур, 6-й граф Дрохеда (29 июня 1730 — 22 декабря 1822), старший сын предыдущего от третьего брака, с 1791 года — маркиз Дрохеда.

## Маркизы Дрохеда (1791)
- 1791—1822: Чарльз Мур, 1-й маркиз Дрохеда (29 июля 1730 — 22 декабря 1822), сын Чарльза Мура, 6-го графа Дрохеды
- 1822—1837: Чарльз Мур, 2-й маркиз Дрохеда (23 августа 1770 — 6 февраля 1837), старший сын предыдущего
- 1837—1892: Генри Фрэнсис Сеймур-Мур, 3-й маркиз Дрохеда (14 августа 1825 — 29 июня 1892), сын Лорда Генри Сеймура Мура (1774—1825) и внук 1-го маркиза Дрохеды.

## Графы Дрохеда (1661)
- 1892—1908: Понсонби Уильям Мур, 9-й граф Дрохеда (29 апреля 1846 — 28 октября 1908), сын Понсонби Артура Мура (1816—1871) и потомок Эдварда Мура, 5-го графа Дрохеды
- 1908—1957: Генри Мур, 10-й граф Дрохеда (21 апреля 1884 — 22 ноября 1957), единственный сын предыдущего
- 1957—1989: Чарльз Гарретт Понсонби Мур, 11-й граф Дрохеда (23 апреля 1910 — 24 декабря 1989), сын предыдущего
- 1989 — настоящее время: Генри Понсонби Дермот Мур, 12-й граф Дрохеда (род. 14 января 1937), единственный сын предыдущего
  - Наследник: Бенджамин Гаррет Хендерсон Мур, виконт Мур (род. 21 марта 1983), старший сын предыдущего.